# Владимир (Вийтишин)
Влади́мир Ива́нович Вийти́шин (укр. Володимир Іванович Війтишин; 9 ноября 1959, село Демидовка, Винницкой области) — украинский религиозный деятель УГКЦ, Архиепископ и Митрополит Ивано-Франковский.

## Биография
После окончания средней школы учился в подпольной семинарии, учёбу вынужден был прервать на время службы в Советской армии в 1978—1980 году.
В 1982 году окончил обучение в семинарии и 26 мая того же года был рукоположен в сан священника. Во времена подполья УГКЦ осуществлял пастырскую деятельность во многих районах Тернопольской и Ивано-Франковской областей.
4 августа 1987 года, по инициативе и под руководством епископа Павла Василика, вместе с несколькими священниками и мирянами подписал обращение о выходе УГКЦ из подполья. Этот документ был передан папе римскому Иоанну Павлу II и Президенту СССР Михаилу Горбачёву.
16 мая 1989 года накануне съезда народных депутатов СССР вместе с униатскими епископами Филимон Курчаба, Павлом Василиком, Софроном Дмитерко и священниками Григорием Симкайло и Игорем Возняком направился в Москву требовать легализации подпольной УГКЦ.
После выхода Украинской грекокатолической церкви из подполья, продолжил изучать богословие: сначала учился в Ивано-Франковском богословско-катехитическом институте, затем до 2002 года в Люблинском католическом университете.
14 мая 1999 предстоятелем УГКЦ, верховным архиепископом Львовским, Митрополитом Галицким, епископом Каменецким, кардиналом Мирославом (Любачивским) был отмечен высокой церковной наградой — митрой.
С 1990 года — настоятель и декан Тлумача, с 1997 года — эконом Коломыйско-Черновицкой епархии УГКЦ. В течение этого времени был также судебным викарием и членом Коллегии консультантов.
13 мая 2003 Папа Иоанн Павел II номинировал Владимира Вийтышина епископом-коадъютором Коломыйско-Черновицкой епархии. Чин архиерейской хиротонии 15 июня 2003 осуществил Глава УГКЦ кардинал Любомир (Гузар).
2 июня 2005 Папа Бенедикт XVI утвердил решение Синода Епископов Украинской грекокатолической церкви и назначил Владимира (Вийтышина) епархом Ивано-Франковским.
13 декабря 2011 во время во время Архиерейской Литургии предстоятель УГКЦ Святослав Шевчук провозгласил создание Ивано-Франковской митрополии УГКЦ. В состав митрополии вошли Ивано-Франковская и Коломыйско-Черновицкая епархии.